# Fontaine d'Arinthod
La fontaine d'Arinthod est une fontaine classée au titre des monuments historiques par arrêté du 6 janvier 1971. Elle est située sur la place de l'église, dans la commune d'Arinthod dans le département du Jura. Sur une des faces, sont gravées les armes d’Arinthod.
La fontaine a été érigée au troisième quart du XVIIIe siècle, en 1750.